# Le Beau Monde
Le Beau Monde è un film del 2014 diretto da Julie Lopes-Curval.

## Trama
La storia è ambientata a Bayeux, cittadina universalmente celebre per il suo Arazzo e si svolge su due piani, quello del bel mondo parigino che vi possiede i palazzi più belli e li vive saltuariamente importandovi i suoi riti e la sua cultura e quello dei locali la cui quotidianità, pur essendo caratterizzata da un buon tenore di vita, è molto lontana dal bel mondo cittadino, una Francia provinciale caratterizzata da una certa ovvia chiusura. Il film apre e chiude con il sottofondo della canzone di Françoise Hardy Même sous la pluie che fa da commento alla vita e alle espressioni di Alice, al mare della Normandia con le sue onde lunghe oceaniche e al suo rapporto con i due ragazzi cui è legata, quello del posto, Kevin, da cui si separa progressivamente e inesorabilmente e Bastien, il parigino, figlio della donna che apre le porte a un mondo diverso, dove vengono coltivate le passioni e non affrontata un realtà semplice che non ha posto per certe dimensioni, dove l'artigianato è arte e viceversa. La profondità di Alice la porta a dolorosi conflitti e anche a screzi con Bastien che, pur appassionato, non ha la minima idea della visione della vita egemone in una cittadina di provincia. Si separano lentamente, in ogni caso la scena finale, sullo stesso mare che aveva aperto la narrazione, descrive una trasformazione che porta lo spettatore a pensare abbia coinvolto entrambi.

## Riconoscimenti
- 2015 - Premio Lumière
  - Candidatura per la migliore promessa femminile ad Ana Girardot
  - Candidatura per la migliore promessa maschile a Bastien Bouillon